# Ротшильд, Джозеф
Джозеф Ротшильд (англ. Joseph Rothschild; 1931 — 30 января 2000) — американский историк, профессор истории и политологии в Колумбийском университете, специалист по истории Центральной и Восточной Европы.
В 1955 году начал свою карьеру в Колумбийском университете. Был одним из основных специалистов по истории и политики Центрально-Восточной Европы.
В разное время был председателем факультета политологии Колумбийского университета: в 1971—1975, 1981—1982 и 1989—1991 годах.
В 1978—2000 годах  Именной профессор («Class of 1919 Professor of Political Science»).
Был членом Академии политологических наук (англ. Academy of Political Science), Американской ассоциации развития славянских исследований (англ. American Association for the Advancement of Slavic Studies), Польского института искусств и науки Америки (англ. Polish Institute of Arts and Sciences of America), длительное время был одним из руководителей этой организации).
Был в редакционной коллегии журналов «Middle East Review» и «Political Science Quarterly».

## Книги
- «Коммунистический Party of Bulgaria (1959)»
- «Pilsudski’s Coup D'État (1966)»
- «East Central Europe Between the Two World Wars (1974)» (украинский перевод: Ротшильд, Джозеф. Восточно-Центральная Европа между двумя мировыми войнами./ Пер. с англ. В. Н. Канаша. — Киев: Мегатайп, 2001. — 496 с.)
- «Ethnopolitics: A Conceptual Framework (1979)»
- «Return to Diversity: A Political History of East Central Europe Since World War II (1994, в соавторстве с Нэнси M. Wingfield)»